# Joaquim Candela i Farré
Joaquim Candela i Farré (Sabadell 1907 - 1990) fou un atleta i dirigent esportiu català.

## Biografia
Nascut a Sabadell l'any 1907, Candela fou un dels impulsors, tant com atleta i com a dirigent, de l'atletisme a Sabadell i fou un dels membres fundadors de la Joventut Excursionista Pensament (JEP) i de la seva secció d'atletisme que amb posterioritat seria l'embrió de la Joventut Atlètica de Sabadell (JAS). Precisament, l'especialitat de Candela eren les curses per la muntanya, de les quals n'era un gran impulsor i organitzava encontres amb altres clubs excursionistes de Catalunya.
L'any 1927 es crea la Secció Atlètica de Pensament (que disposava d'altres, com escacs, tir amb arc...) i Joaquim Candela n'assumeix el lideratge i dissenya la samarreta per a les competicions, la qual roman com l'actual del JAS, però de color blau cel. El 1929 la secció organitza la 1a edició de la cursa a peu Volta a Sabadell (equivalent a les actuals curses populars), que, durant l'època, fou un esdeveniment esportiu de gran èxit a la ciutat vallesenca.
Val a dir, però, que si bé Candela va destacar com a impulsor de l'atletisme a Sabadell i al vallès Occidental, els seus resultats com atleta foren poc rellevants. Fou el guanyador de la segona edició, l'any 1929, de la Volta a Sabadell així com fou un dels pioners dels 10.000 metres llisos amb una marca de 37 minuts, 2 segons i 8 décimes feta l'any 1931. A part, també existeixen registres en proves de llançament i marxa atlètica, abans dels 10 anys de parèntesi originats per la  Guerra civil i la posguerra.
Passat aquest periòde, Candela torna a impulsar el club l'any 1946 juntament amb Jaume Jové i Josep Company, i fou una de les persones que va recomanar i mediar, perquè cap a mitjans dels anys 50 els terrenys del barri de Sant Oleguer de Sabadell es destinessin a la futura construcció de les Pistes Municipals d'Atletisme.
A la meitat dels anys 50, Candela marxa a São Paulo (Brasil) i no torna a Sabadell fins a l'any 1987 on morí l'any 1990. L'any 1995 la Revista Atletismo Español publica la taula dels rècords de Sabadell absoluts, sent la primera vegada que es publiquen els rècords d'una ciutat. La recopilació de rècords l'havia iniciat Joaquim Candela abans de la guerra i que fou seguida per Josep Company i Ricard Rof.